# فرماتا

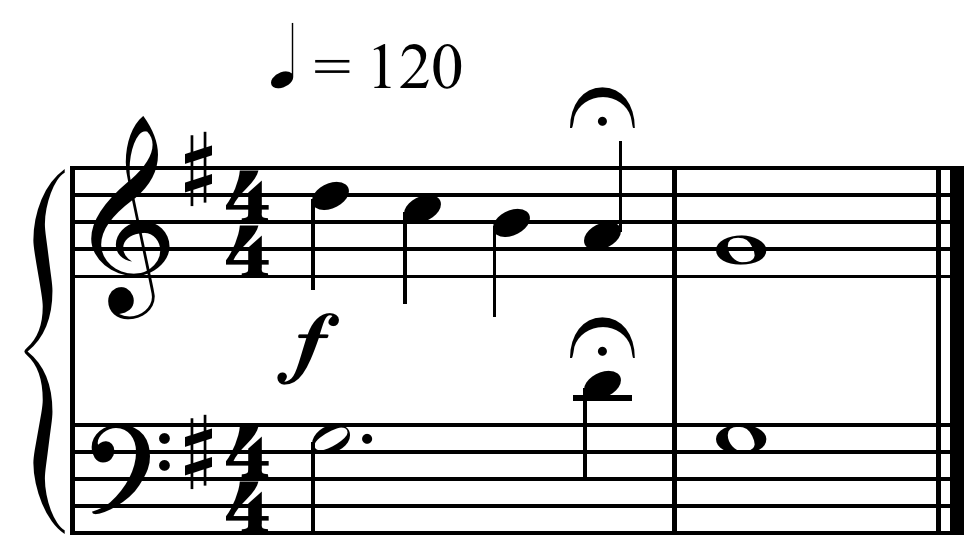
[//upload.wikimedia.org/wikipedia/commons/0/0b/Urlinie_in_G_with_fermata.mid اجرای نت سُل با فرماتا] و [//upload.wikimedia.org/wikipedia/commons/2/27/Urlinie_in_G_without_fermata.mid اجرای نت سل بدون فرماتا

فِرماتا (به ایتالیایی: fermata) علامتی در نت‌نویسی است که با قرارگیری بر بالا یا پایین هر نُت، ارزش زمانیِ نواختن آن را افزایش می‌دهد. مقدار این افزایش بسته به نظر آهنگساز متفاوت است، ولی به‌طور معمول دوبرابر در نظر گرفته می‌شود. زمانی که بالای نت قرار بگیرد به‌صورت کوژ و زمانی که پایین نت قرار بگیرد به‌صورت کاو نشان داده می‌شود.